# Igreja de Santo António (Vitória)

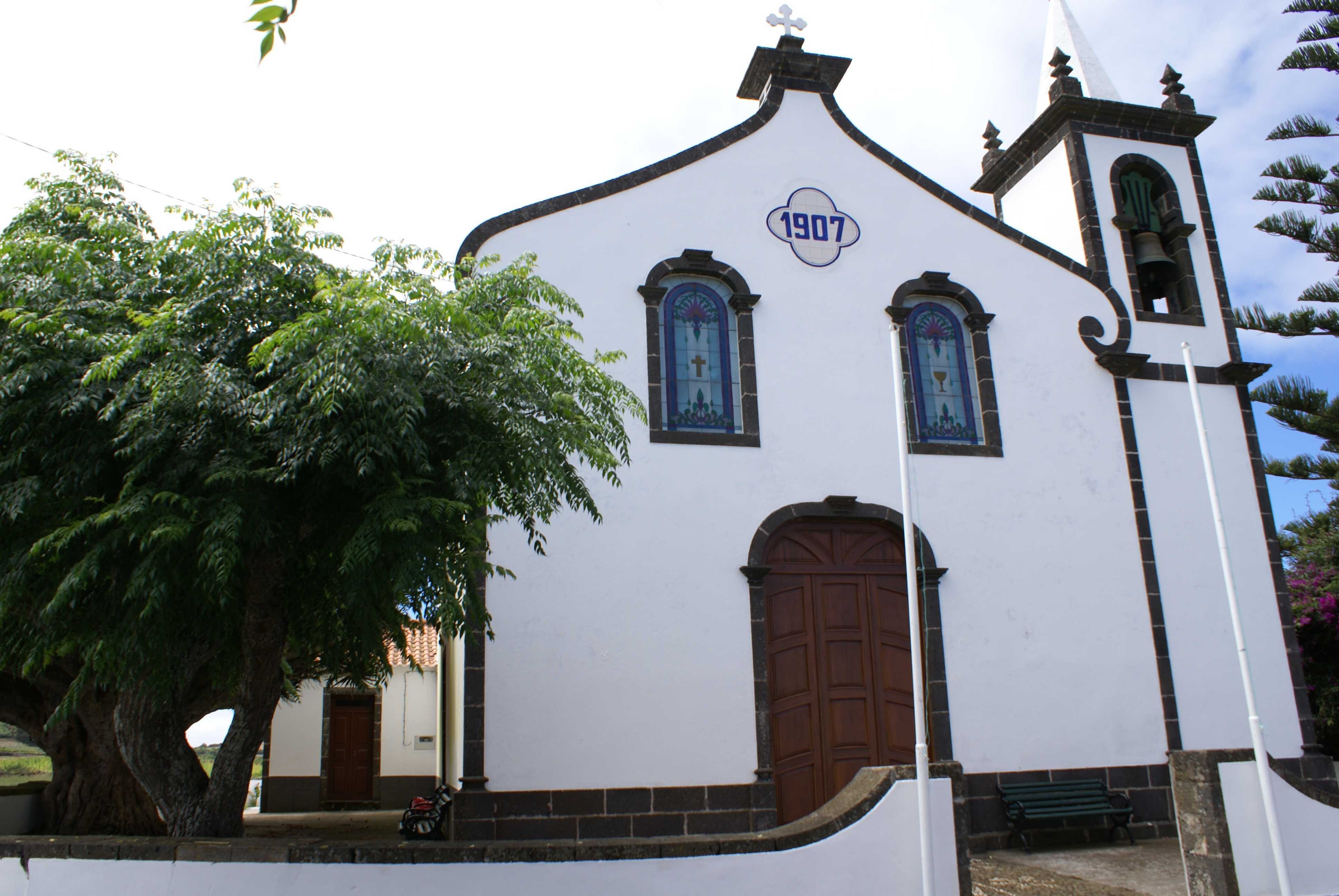
Igreja de Santo António, Vitória.

Igreja de Santo António é uma igreja católica portuguesa localizada na aldeia da Vitória, fraguesia da Guadalupe, concelho de Santa Cruz da Graciosa, na ilha açoriana da Graciosa.
A construção de este templo fui iniciada em 1905 e fenalizada em 1907.